# Tatort: Die dritte Haut
Die dritte Haut ist ein Fernsehfilm aus der Krimireihe Tatort, der erstmals am 6. Juni 2021 ausgestrahlt wurde. Es ist die 1170. Folge der Reihe und der dreizehnte Fall des Berliner Ermittlerteams Rubin und Karow.

## Handlung
Umzugsunternehmer Schmiedtchen führt in der Georgistraße in Berlin eine Zwangsräumung durch. Das Immobilienbüro Ceylan, neuer Eigentümer des Mietshauses, lässt die Wohnung der Familie Wagner wie schon andere in dem Haus räumen, um sie einer Luxussanierung zu unterziehen. Am nächsten Morgen liegt der Juniorchef Cem Ceylan tot vor dem Haus. Obduktion und Spurenlage weisen darauf hin, dass er vom Balkon einer leerstehenden Ferienwohnung, jetzt als „Gästewohnung“ bezeichnet, gestoßen wurde.
Rubin und Karow sprechen im Haus mit dem jungen Mietrebellen Dries Vandenbroucke und in der Notunterkunft mit Ut und Otto Wagner. Er war in der Nacht noch einmal in der geräumten Wohnung, hat Ceylan aber angeblich nicht getroffen. Bei einem Treffen mit Otto Wagner an dessen Arbeitsplatz, einem Omnibus, kann Karow heimlich eine DNA-Probe von Wagner sicherstellen, die diesen schließlich entlastet.
Die Polizisten sprechen auch mit der alleinerziehenden Jenny Nowack, deren obdachloser Exfreund Micha Kowalski wieder den Kontakt zu ihr und den Kindern sucht. Kowalski wurde in der Tatnacht vor dem Haus gesehen.
Auch die trauernde Chefin, Cems Mutter Gülay, und ihre Tochter Yeliz sowie deren Ehemann Thomas Dahlmann sind verdächtig. Dahlmann hatte sich am Abend der Tat mit Ceylan getroffen, um ihn davon abzuhalten, die Gästewohnungen zu benutzen, um junge Mietinteressentinnen zum Sex zu nötigen.
Jenny Nowack gibt zu, dass Ceylan auch sie zum Sex in der Gästewohnung genötigt hatte. Sie hat keinen gültigen Mietvertrag, und als alleinerziehende Mutter von zwei Kindern hätte sie keine Chance, eine bezahlbare Wohnung zu finden. Da gesteht Kowalski, dass er dies mitbekommen habe und Ceylan deshalb aus Wut und Eifersucht mit einem Glas erschlagen habe. Bei der Nachstellung bestärken sich Karows Zweifel, dass Kowalski der Täter ist. Offensichtlich will er seine gedemütigte Freundin Jenny Nowack decken. Sie wird festgenommen.
Rubin versucht vergeblich, Karow zu überreden, doch Kowalski als Täter zu überführen, so hätte der Obdachlose wieder ein geregeltes Leben und die Kinder seiner Freundin müssten nicht in ein Heim.
Am Ende sind alle Mieter aus dem Haus vertrieben – die Renovierung kann beginnen.

## Hintergrund
Der Film wurde vom 25. November 2020 bis zum 22. Dezember 2020 in Berlin gedreht. Die Dreharbeiten fielen mitten in die zweite Welle der Corona-Pandemie und so konnten sie nur unter strengen Hygieneauflagen erfolgen. In Absprache mit der Produzentin Milena Maitz wurde entschieden, die Darsteller mit ihren Atemschutzmasken vor die Kamera treten zu lassen.
In seiner ersten Produktion fürs deutsche Fernsehen unterstreicht Norbert ter Hall durch eingeschobene Standbilder von Gesichtern und Sätzen echter Wohnungsloser das Dokumentarische.
Der Titel Die dritte Haut ist ein Begriff aus der Psychologie, der den Raum beschreibt, den sich Menschen zum Leben gestalten.
Nach den offiziellen Nachhaltigkeitskriterien der ARD wurde der Tatort als Green Producing hergestellt. Dazu gehört unter anderem die Produktion mittels Ökostrom, die Erfassung der CO2-Emissionen sowie der Einsatz von Elektrofahrzeugen für Reisen und Transporte. Auch Caterer und Hotels wurden nach ökologischen Kriterien ausgesucht.

## Rezeption

### Kritiken
Christian Buß schrieb im Der Spiegel: Die Drehbuchautorin „Bühlig beleuchtet das Thema mit einer Tiefenschärfe, die über den bloßen Sozialreport hinausgeht. […] Der niederländische Regisseur Norbert ter Hall findet für diesen Vorgang starke Bilder. Er lässt eine als reines Spekulationsobjekt angeschaffte Altbauwohnung mit der Kamera abfahren, sodass sie trotz allem Stuck und Wandschmuck wie ein toter Raum wirkt. […] Kalte Entmietung, kalte Wohngräber.“
Bei der Süddeutsche Zeitung urteilte Holger Gertz: „Dieser Tatort, der dokumentarisch sein will, streift zu vieles, bleibt flüchtig. Nur was das Maskentragen in Corona-Zeiten angeht, ist er tatsächlich dokumentarisch.“
Auch Martina Kalweit widmete sich bei Tittelbach dem Thema: „Wohnungsnot, Entmietung, Zwangs-Sanierung“ und kam zu der Erkenntnis: „Längst hat der Wahnsinn auch Berlin erreicht. Die Ermittlungen im Fall eines ermordeten Maklers zeigen, was der Kampf um eine bezahlbare Bleibe mit Menschen macht. In ‚Tatort – Die dritte Haut‘ schauen die Ermittler in wütende Gesichter: Die Mittelschicht mit Angst vorm sozialen Abstieg. Oder: rackernde Berliner, die einfach nur in ihrem Kiez bleiben wollen. Aber morden sie dafür? Ein Krimi-Drama, das ohne Hetzjagd und Schusswaffengebrauch gefangen nimmt, das mit einem semidokumentarischen Realismus-Konzept inklusive Corona-Alltag besticht und in dem Rubin/Karow ihrem Image als unkonventionelle Großstadtmenschen alle Ehre machen.“

### Einschaltquote
Die Erstausstrahlung von Die dritte Haut am 6. Juni 2021 wurde in Deutschland von 8,04 Millionen Zuschauern gesehen und erreichte einen Marktanteil von 25,2 % für Das Erste.